# Prodoretus guineensis
Prodoretus guineensis är en skalbaggsart som beskrevs av Ohaus 1912. Prodoretus guineensis ingår i släktet Prodoretus och familjen Rutelidae. Inga underarter finns listade i Catalogue of Life.